# Dům U Šalamouna
Dům U Šalamouna (později U Schönpflugů (Schönfluků, Šenfloků) nebo U Broučků)  je řadový dům v čp. 592/I v Celetné ulici 23, v Praze 1 na Starém Městě. Vyniká vrcholně barokní fasádou, připisovanou architektu Janu Santinimu-Aichlovi, se sochou Panny Marie s Ježíškem z dílny Matyáše Bernarda Brauna. Dům je od roku 1958 chráněn jako nemovitá kulturní památka.

## Historie
Dům stojí na základech středověkého domu. Poprvé je písemně uveden roku 1364, kdy jej vlastnil Frana Pleyer. Po něm v letech 1404–1406 jej držel Henslin Kewschel a po něm Oldřich probošt od sv. Apolináře. Situace domu byla v roce 1414 popsána: na plácku caletníků před portálem, kterým se vstupuje do školy právníků, školou byl míněn vedlejší dům právnické koleje Karlovy univerzity, čp. 591/I. Roku 1479 dům vlastnil jakýsi Šalamoun, po němž se nazýval. Roku 1525 se zde uvádí měšťan Kozel alias Modest z Pokštejna.
V roce 1641 dům bez domovního znamení vlastnili Jan Ledeckej a jeho manželka Kristina. Kolem roku 1725 došlo k zásadní barokní přestavbě, k níž chybí doklady o jménu navrhujícího architekta. Někteří badatelé ji dříve připisovali Františku Maxmiliánu Kaňkovi, jiní Janu Blažeji Santinimu-Aichlovi.
Dům vlastnila rodina Ferdinanda Ignáce Schönpfluga, povýšeného roku 1722 do šlechtického stavu s predikátem z Gamsenbergu, který měl bratra Petra v úřadu české expedice místodržitelství a několik synů. Dům pravděpodobně dědil nejúspěšnější z nich, Antonín Karel, soudní rada nejvyššího purkrabství, povýšený roku 1743 do stavu rytířů. Rod vymřel po meči na počátku 19. století, ale označení domu zůstalo až do konce 19. století.
Roku 1771 dům koupil univerzitní profesor Josef Ignác Buček.

## Popis

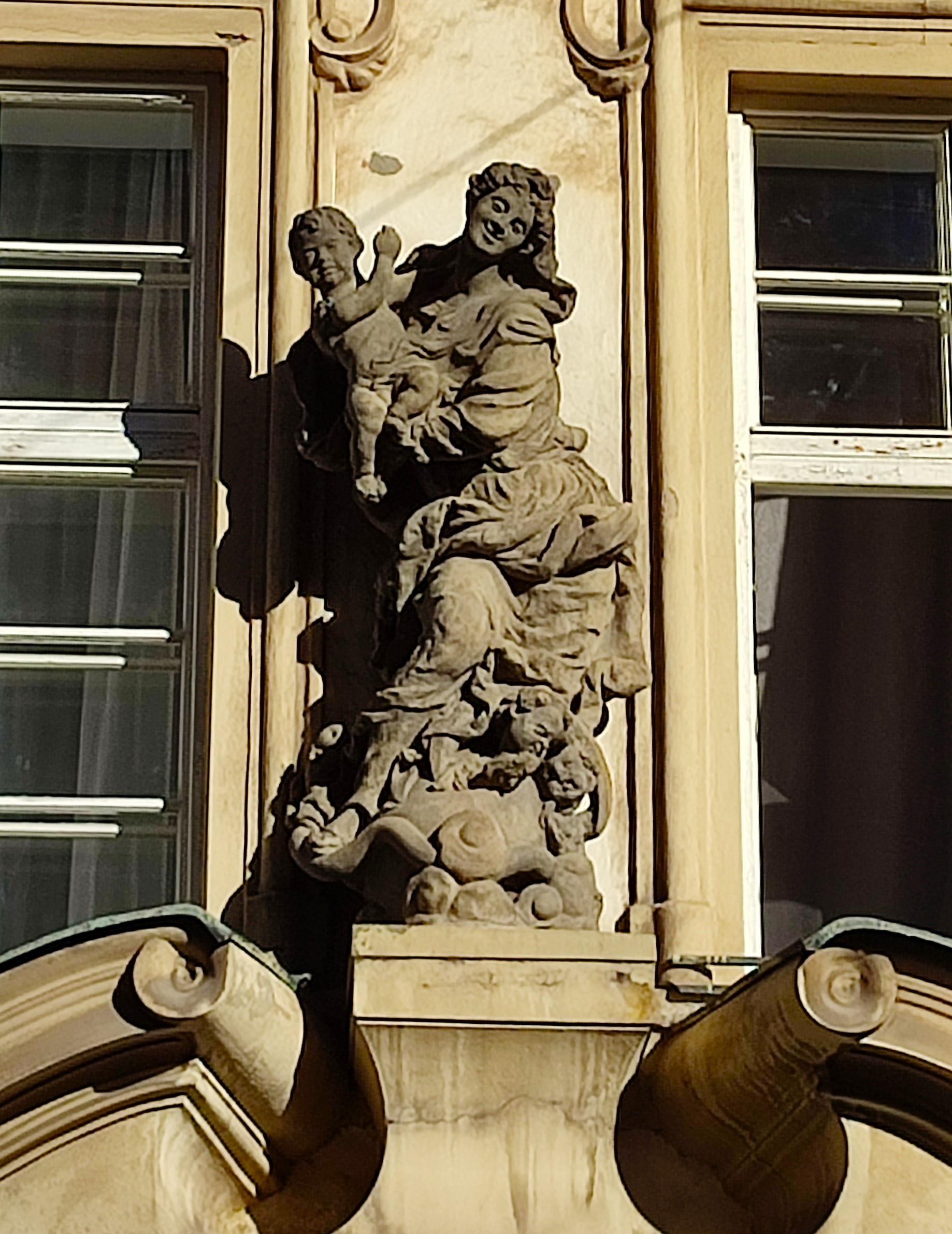
M. B. Braun Panna Maria s Ježíškem

Z gotického domu se dochovaly dva sklepy a část obvodového zdiva přízemí, z opukových kvádříků. Patra byla postavena ve dvou etapách během 18. století. Mají barokní schodiště a první patro s nejvyššími stropy je koncipováno jako piano nobile šlechtického paláce. 
Hlavní fasáda do Celetné ulice je čtyřosá a třípatrová. Rizalit dvou středních os je členěn rustikou a završen trojúhelným štítem, v jehož tympanonu je reliéf Božího oka v paprsčité svatozáři. Okna mají bohaté architektonické členění. Do suprafenester prvního patra jsou vloženy štukové maskarony. Okna druhého patra mají výrazné klenáky. Barokní portál je rekonstruovaný, dvojice příliš drobných volut v nadpraží neodpovídá charakteru vrcholného baroka, možná v ní chybí erb Schönpflugů z Gamsenbergu.
Socha Panny Marie s Ježíškem znázorňuje madonu stojící v kontrapostu na zemské sféře ovinuté hadem hříchu; je šroubovitě otočena a mírně ukloněna dolů nabízí Ježíška kolemjdoucím k adoraci. Je vytesána z pískovce, originál se značně ohlazenou modelací byl nahrazen kopií. Socha je badateli shodně připsána do vrcholného období tvorby Matyáše Bernarda Brauna. Podle chybějícího výklenku pro sochu a z absence mariánského domovního znamení Emanuel Poche soudil, že socha byla do nadpraží domu přenesena odjinud druhotně.
Dvorní fasády jsou jednodušší, bez štukatur. Západní křídlo domu má ještě barokní interiéry z počátku 17. století a otevřené klenuté vstupy na pavlač s klasicistním zábradlím.
Parter byl upraven novodobě vícekrát během 20. století, naposledy pro současný provoz.